# Naraj Labyrinthus
Il Naraj Labyrinthus è una formazione geologica della superficie di Titano.